# Acanthomenexenus luwuensis
Acanthomenexenus luwuensis är en insektsart som först beskrevs av Günther 1938.  Acanthomenexenus luwuensis ingår i släktet Acanthomenexenus och familjen Phasmatidae. Inga underarter finns listade i Catalogue of Life.